# Strobilanthes gregalis
Strobilanthes gregalis är en akantusväxtart som beskrevs av Collett och Hemsl.. Strobilanthes gregalis ingår i släktet Strobilanthes och familjen akantusväxter. Inga underarter finns listade i Catalogue of Life.